# Khel (film 2003)
Khel (Gra) – bollywoodzki film akcji z 2003 roku. W rolach głównych Sunil Shetty, Sunny Deol i Celina Jaitley. Reżyser debiutant - Yusuf Khan.

## Obsada
- Sunny Deol	 ... 	A.C.P. Rajveer Scindia
- Sunil Shetty	... 	Dev Mallya (jako Suniel Shetty)
- Ajay Jadeja	... 	Rohan Potdar
- Celina Jaitley	... 	Saanjh Batra
- Mohan Bhandari	... 	komisarz policji
- Gulshan Grover	... 	Inspektor Khushwant Chhadha
- Mohan Joshi
- Supriya Karnik	... 	Kiran Batra
- Suhasini Mulay	... 	Dadi
- Vivek Shaq	... 	Girish Mathur